# Atractus paravertebralis
Espèce
Statut de conservation UICN

 DD  : Données insuffisantes
Atractus paravertebralis est une espèce de serpents de la famille des Dipsadidae.

## Répartition
Cette espèce est endémique de la région de Madre de Dios au Pérou. 

## Publication originale
- Henle & Ehrl, 1991 : Zur Reptilienfauna Perus nebst Beschreibung eines neuen Anolis (Iguanidae) und zweier neuer Schlangen (Colubridae). Bonner Zoologische Beiträge, vol. 42, no 2, p. 143-180 (texte intégral).